# Cuillère à moka

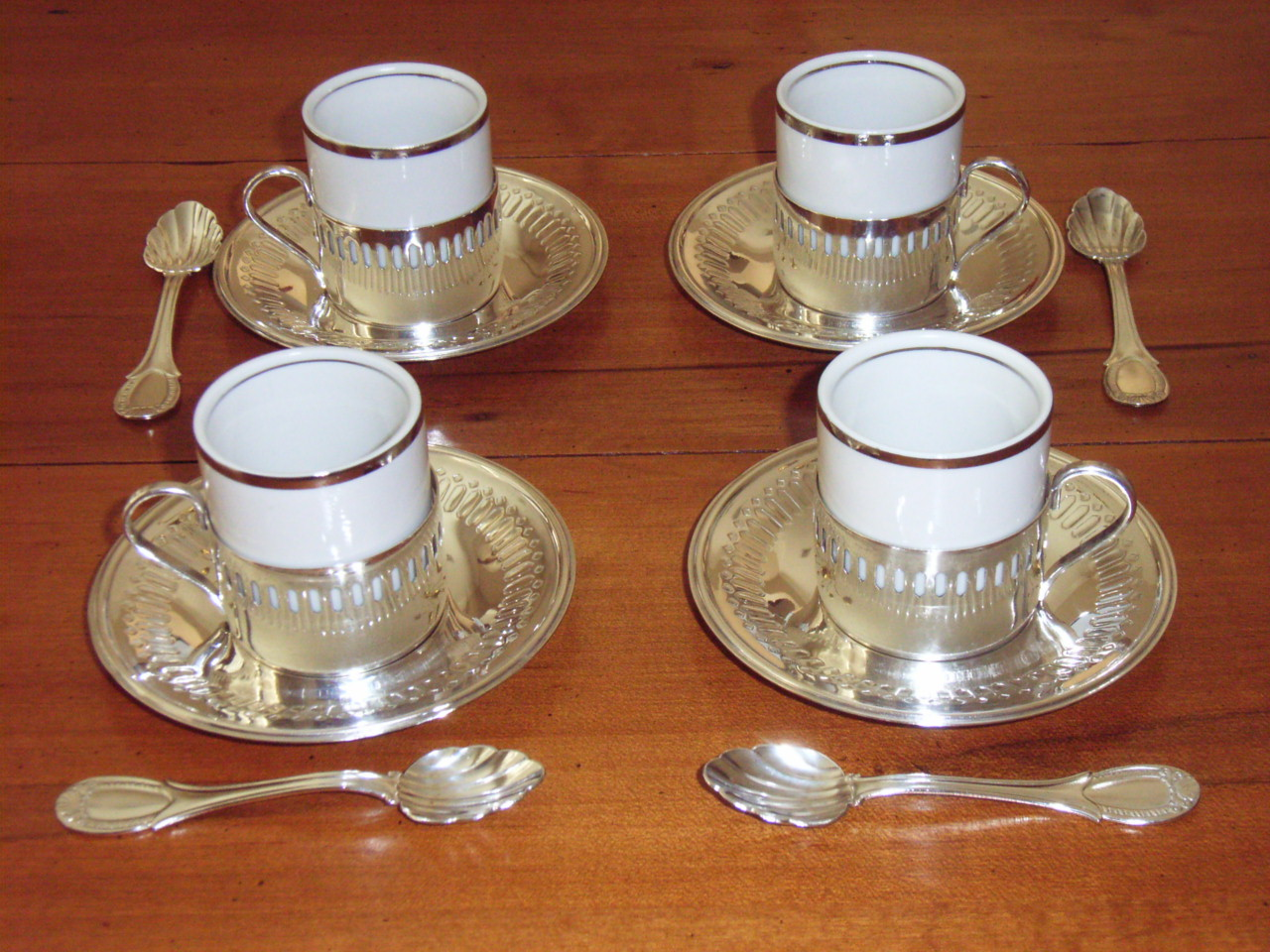
Cuillères et tasses à moka.

La cuillère à moka appartient à la grande famille des ustensiles dits de table. Elle se présente sous la forme d'un manche se terminant par une extrémité de forme creuse appelée le cuilleron. Le cuilleron est une extrémité concave prolongée par un plus fin manche, le matériau utilisé est souvent du métal ou de la terre cuite. C'est un ustensile servant à remuer le café dans un petit récipient tel qu'une tasse. Il s’agit, en général, d’y faciliter la dissolution du sucre, d’y exalter les saveurs ou d’en accélérer le refroidissement. 

## Origine
Le mot moka vient du nom de Mokha, une ville du Yémen, le plus ancien port d'exportation pour le commerce du café. Le moka a donné son nom à la cuillère à moka.

## Forme et dimensions
La cuillère à moka prend la forme d’une cuillère à café de très petite dimension, si bien que parfois, elle peut s’assimiler à une touillette. Elle représente le huitième d'une cuillère à soupe alors que par comparaison celle à café représente le tiers. 